# Формула-1 — Гран-прі Канади 2023
Гран-прі Канади 2023 (офіційно — Formula 1 PIRELLI GRAND PRIX DU CANADA 2023) — автоперегони чемпіонату світу з Формули-1, які відбулися 18 червня 2023 року. Гонка була проведена на автодромі імені Жиля Вільнева в Монреалі у Канаді. Це восьмий етап чемпіонату світу і п'ятдесят восьме Гран-прі Канади в історії.

## Розклад (UTC+2)
| Дата           | Подія           | Час           |
| -------------- | --------------- | ------------- |
| 16 червня 2023 | Вільний заїзд 1 | 20:30 — 21:30 |
| 17 червня 2023 | Вільний заїзд 2 | 00:00 — 01:00 |
| 17 червня 2023 | Вільний заїзд 3 | 19:30 — 20:30 |
| 17 червня 2023 | Кваліфікація    | 23:00 — 00:00 |
| 18 червня 2023 | Гонка           | 21:00         |
| Джерело:       |                 |               |

## Шини
Під час гран-прі було дозволено використовувати 3 типи шин Pirelli: hard, medium і soft
| Hard | Medium | Soft |
| ---- | ------ | ---- |

## Положення у чемпіонаті перед гонкою
| Місце   | Пілот           | Очки |
| ------- | --------------- | ---- |
| 1       | Макс Ферстаппен | 170  |
| 2       | Серхіо Перес    | 117  |
| 3       | Фернандо Алонсо | 99   |
| 4       | Льюїс Гамільтон | 87   |
| 5       | Джордж Рассел   | 65   |
| Джерело |                 |      |

| Місце   | Конструктор             | Очки |
| ------- | ----------------------- | ---- |
| 1       | Ред Булл - RBPT         | 287  |
| 2       | Мерседес                | 152  |
| 3       | Астон Мартін - Мерседес | 134  |
| 4       | Феррарі                 | 100  |
| 5       | Alpine-Renault          | 40   |
| Джерело |                         |      |

## Вільні заїзди
| Сесія | Лідер            | Конструктор        | Ш | Час      | Джерело |
| ----- | ---------------- | ------------------ | - | -------- | ------- |
| 1     | Вальттері Боттас | Alfa Romeo-Ferrari | P | 1:18.728 | [ 5 ]   |
| 2     | Льюїс Гамільтон  | Мерседес           | P | 1:13.718 | [ 6 ]   |
| 3     | Макс Ферстаппен  | Ред Булл - RBPT    | P | 1:23.106 | [ 7 ]   |

## Кваліфікація

### Коротко про кваліфікацію
Дощ, про який спочатку повідомив Логан Сарджент під час першої сесії, випав на другу та третю сесії.
Лише через три хвилини після початку Q1 Чжоу Гуаньюй повідомив про проблему з його силовими установками, був змушений зупинитися посеред траси, через це вивісили червоний прапор. Однак під час червоного прапора його машина змогла перезавестися, і він повернувся в бокси. Макс Ферстаппен очолив Q1, випередивши Фернандо Алонсо та Льюїса Гамілтона , а Карлос Сайнс перешкодив Ландо Норрісу та П’єру Гаслі, останній був дуже розлючений. Його перешкоджання призвело до отримання штрафу на 3 позиції. 
Гаслі приєднався до Чжоу, Юкі Цуноди, Ніка де Вріса і Сарджента як пілоти, які вибули з Q1.
Саме під час Q2 почався дощ. Таким чином, водії використовували проміжні шини; Серхіо Перес і Ленс Стролл зіткнулися зі стіною та приєдналися до Шарля Леклера, Кевіна Магнуссена та Вальттері Боттаса як гонщики, які вийшли з Q2. Александр Албон провів найшвидше коло сесії, але не зміг встановити час у Q3. Гамільтон встановив 10-й час.
Ферстаппен розпочав Q3 зі ковзанням в останньому повороті, коли Оскар Піастрі повністю вилетів з 6 повороту, то з'явився вже другий червоний прапор дня. Невдовзі кваліфікація була відновлена. До штрафних санкцій час Хюлькенберга на другому місці дав Haas другий найвищий результат у кваліфікації після поулу Магнуссена на Гран-прі Сан-Паулу 2022 року. Він був позаду Ферстаппена та попереду Алонсо. Хюлькенберг був здивований своїм виступом, сказавши, що він «трохи в шоці від такого результату», але очікує труднощів під час гонки.
Хюлькенберга викликали до стюардів за порушення правил червоного прапора, в результаті чого він втратив три місця; Сайнс, Цунода та Стролл також отримали три місця штрафу за перешкоджання.

#### Результат
| Місце                | №  | Пілот            | Конструктор                  | Частина 1 | Частина 2 | Частина 3 | Старт |
| -------------------- | -- | ---------------- | ---------------------------- | --------- | --------- | --------- | ----- |
| 1                    | 1  | Макс Ферстаппен  | Red Bull Racing-Honda RBPT   | 1:20.851  | 1:19.092  | 1:25.858  | 1     |
| 2                    | 27 | Ніко Гюлькенберг | Haas-Ferrari                 | 1:22.730  | 1:20.305  | 1:27.102  | 51    |
| 3                    | 14 | Фернандо Алонсо  | Aston Martin Aramco-Mercedes | 1:21.481  | 1:19.776  | 1:27.286  | 2     |
| 4                    | 44 | Льюїс Гамільтон  | Mercedes                     | 1:21.554  | 1:20.426  | 1:27.627  | 3     |
| 5                    | 63 | Джордж Рассел    | Mercedes                     | 1:21.798  | 1:20.098  | 1:27.893  | 4     |
| 6                    | 31 | Естебан Окон     | Alpine-Renault               | 1:22.114  | 1:20.406  | 1:27.945  | 6     |
| 7                    | 4  | Ландо Норріс     | McLaren-Mercedes             | 1:21.998  | 1:19.347  | 1:28.046  | 7     |
| 8                    | 55 | Карлос Сайнс     | Ferrari                      | 1:22.248  | 1:19.856  | 1:29.294  | 112   |
| 9                    | 81 | Оскар Піастрі    | McLaren-Mercedes             | 1:22.190  | 1:19.659  | 1:31.349  | 8     |
| 10                   | 23 | Александр Албон  | Williams-Mercedes            | 1:21.938  | 1:18.725  | Без часу  | 9     |
| 11                   | 16 | Шарль Леклер     | Ferrari                      | 1:21.843  | 1:20.615  | N/A       | 10    |
| 12                   | 11 | Серхіо Перес     | Red Bull Racing-Honda RBPT   | 1:22.151  | 1:20.959  | N/A       | 12    |
| 13                   | 18 | Ленс Стролл      | Aston Martin Aramco-Mercedes | 1:22.677  | 1:21.484  | N/A       | 163   |
| 14                   | 20 | Кевін Магнуссен  | Haas-Ferrari                 | 1:22.351  | 1:21.678  | N/A       | 13    |
| 15                   | 77 | Вальттері Боттас | Alfa Romeo-Ferrari           | 1:22.332  | 1:21.821  | N/A       | 14    |
| 16                   | 22 | Юкі Цунода       | AlphaTauri-Honda RBPT        | 1:22.746  | N/A       | N/A       | 194   |
| 17                   | 10 | П'єр Гаслі       | Alpine-Renault               | 1:22.886  | N/A       | N/A       | 15    |
| 18                   | 21 | Нік де Вріс      | AlphaTauri-Honda RBPT        | 1:23.137  | N/A       | N/A       | 17    |
| 19                   | 2  | Логан Сарджент   | Williams-Mercedes            | 1:23.337  | N/A       | N/A       | 18    |
| 20                   | 24 | Чжоу Гуаньюй     | Alfa Romeo-Ferrari           | 1:23.342  | N/A       | N/A       | 20    |
| 107% часу: 1:26.5105 |    |                  |                              |           |           |           |       |
| Посилання:           |    |                  |                              |           |           |           |       |

Примітки
- ↑  – Ніко Гюлькенберг отримав штраф у три місця за порушення червоного прапора в Q3.[13]
- ↑  – Карлос Сайнс  отримав штраф у три місця за перешкоджання боліда П'єра Гаслі в Q1.[13]
- ↑  – Ленс Стролл отримав штраф у три місця за перешкоджання боліда Естебана Окона в Q1.[13]
- ↑  – Юкі Цунода отримав штраф у три місця за перешкоджання боліда Ніка Гюлькенберга в Q1.[13]
- ↑  – Оскільки кваліфікація проходила на мокрій трасі, правило 107% часу не діяло.[14]

## Гонка

### Коротко про кваліфікацію
На початку гонки Льюїс Гамільтон кинув виклик Максу Ферстаппену, коли боліди входили в перший поворот. Невдовзі Ферстаппен створив лідерство, яке він зберігав протягом усіх 70 кіл під час гонки. Тим часом Естебан Окон випередив Ніко Хюлькенберга, а напарник Хюлькенберга Кевін Магнуссен мав контакт стіни, проте  продовжив гонку. Логан Сарджент зійшов з гонки, що стало його першим виходом у сезоні. Це призвело до короткого періоду віртуального автомобіля безпеки, що дозволило підняти болід Williams, що застряг. Скоро Джордж Рассел врізався в стіну на дев'ятому повороті, цього разу з повним періодом автомобіля безпеки. Усі пілоти, включаючи Рассела, який отримав нове переднє антикрило та відремонтував машину, вийшли на піт-лейн для своїх зупинок. Єдиними пілотами, які не зупинилися, були Ferrari у складі Шарля Леклера та Сайнца. Протягом цього періоду повідомлялося про близький контакт між болідами Льюїса Гамілтона і Фернандо Алонсо. Також стюарди розглядували повідомлення про болід Ландо Норріса щодо небезпечного випуску. Усі три гонщики були розслідувані без жодних подальших дій, хоча Норрісу дали п’ять секунд штрафу за неспортивну поведінку; він сповільнився під час автомобіля безпеки.
Коли період автомобіля безпеки закінчився, Ферстаппен збільшив відстань від Гамільтона, а Алонсо не зміг боротися з ними двома. Проте потіс Алонсо повернув собі друге місце. Короткий жовтий прапор з'явився після зіткнення між Магнуссеном і Ніком де Врізом. Александр Албон, перевзувся на хард, почав затримувати Рассела, Окона, Вальттері Боттаса та Норріса позаду нього.
Ферстаппен виграв гонку, забезпечивши Red Bull 100-у перемогу у Формулі-1; його товариш по команді Серхіо Перес на шостому місці встановив найшвидше коло. Ферстаппен прокоментував 100-ту перемогу своєї команди: «Це дивовижно, я навіть не очікував, що буду мати такі цифри, тому ми продовжуємо насолоджуватися цим і продовжуємо наполегливо працювати, але це ще один чудовий день». Крім того, його перемога означала, що Ферстаппен тепер зрівнявся з триразовим чемпіоном світу Айртоном Сенною за кількістю перемог — 41.

#### Результат
| Місце                                                                        | №  | Пілот                   | Конструктор                  | Кола | Час/причина сходу | Старт | Очки |
| ---------------------------------------------------------------------------- | -- | ----------------------- | ---------------------------- | ---- | ----------------- | ----- | ---- |
| 1                                                                            | 1  | Макс Ферстаппен         | Red Bull Racing-Honda RBPT   | 70   | 1:33:58.348       | 1     | 25   |
| 2                                                                            | 14 | Фернандо Алонсо         | Aston Martin Aramco-Mercedes | 70   | +9.570            | 2     | 18   |
| 3                                                                            | 44 | Льюїс Гамільтон         | Mercedes                     | 70   | +14.168           | 3     | 15   |
| 4                                                                            | 16 | Шарль Леклер            | Ferrari                      | 70   | +18.648           | 10    | 12   |
| 5                                                                            | 55 | Карлос Сайнс (молодший) | Ferrari                      | 70   | +21.540           | 11    | 10   |
| 6                                                                            | 11 | Серхіо Перес            | Red Bull Racing-Honda RBPT   | 70   | +51.028           | 12    | 91   |
| 7                                                                            | 23 | Александр Албон         | Williams-Mercedes            | 70   | +1:00.813         | 9     | 6    |
| 8                                                                            | 31 | Естебан Окон            | Alpine-Renault               | 70   | +1:01.692         | 6     | 4    |
| 9                                                                            | 18 | Ленс Стролл             | Aston Martin Aramco-Mercedes | 70   | +1:04.402         | 16    | 2    |
| 10                                                                           | 77 | Вальттері Боттас        | Alfa Romeo-Ferrari           | 70   | +1:04.432         | 14    | 1    |
| 11                                                                           | 81 | Оскар Піастрі           | McLaren-Mercedes             | 70   | +1:05.101         | 8     |      |
| 12                                                                           | 10 | П'єр Гаслі              | Alpine-Renault               | 70   | +1:05.249         | 15    |      |
| 13                                                                           | 4  | Ландо Норріс            | McLaren-Mercedes             | 70   | +1:08.3632        | 7     |      |
| 14                                                                           | 22 | Юкі Цунода              | AlphaTauri-Honda RBPT        | 70   | +1:13.423         | 19    |      |
| 15                                                                           | 27 | Ніко Хюлькенберг        | Haas-Ferrari                 | 69   | +1 коло           | 5     |      |
| 16                                                                           | 24 | Чжоу Гуаньюй            | Alfa Romeo-Ferrari           | 69   | +1 коло           | 20    |      |
| 17                                                                           | 20 | Кевін Магнуссен         | Haas-Ferrari                 | 69   | +1 коло           | 13    |      |
| 18                                                                           | 21 | Нік де Вріс             | AlphaTauri-Honda RBPT        | 69   | +1 коло           | 17    |      |
| Ret                                                                          | 63 | Джордж Рассел           | Mercedes                     | 53   | Гальма            | 4     |      |
| Ret                                                                          | 2  | Логан Сарджент          | Williams-Mercedes            | 6    | Витік масла       | 18    |      |
| Швидке коло: Серхіо Перес (Red Bull Racing- Honda RBPT) – 1:14.481 (70 коло) |    |                         |                              |      |                   |       |      |
| Посилання:                                                                   |    |                         |                              |      |                   |       |      |

Примітки
- ↑  – Бал за швидке коло.[18]
- ↑  – Ландо Норріс фінушував 9-им, проте отримав п'ятисекундний штраф за неспортивну поведінку.[17]

## Положення у чемпіонаті після гонки
| Місце   | Пілот           | Очки |
| ------- | --------------- | ---- |
| 1       | Макс Ферстаппен | 195  |
| 2       | Серхіо Перес    | 126  |
| 3       | Фернандо Алонсо | 117  |
| 4       | Льюїс Гамільтон | 102  |
| 5       | Карлос Сайнс    | 68   |
| Джерело |                 |      |

| Місце   | Конструктор             | Очки |
| ------- | ----------------------- | ---- |
| 1       | Ред Булл - RBPT         | 321  |
| 2       | Мерседес                | 167  |
| 3       | Астон Мартін - Мерседес | 154  |
| 4       | Феррарі                 | 122  |
| 5       | Alpine-Renault          | 44   |
| Джерело |                         |      |